# Мале Шахчуріно
Мале Шахчу́ріно (рос. Малое Шахчурино, чув. Кĕçĕн Шахчăр) — присілок у складі Чебоксарського району Чувашії, Росія. Входить до складу Сіньяльського сільського поселення.
Населення — 107 осіб (2010; 97 у 2002).
Національний склад:
- чуваші — 97 %